# 長野連隊区
長野連隊区（ながのれんたいく）は、大日本帝国陸軍の連隊区の一つ。前身は長野大隊区である。長野県の徴兵・召集等の兵事事務を取り扱った。長野連隊区として発足したが、一時期長野県は松本連隊区、飯田連隊区、高田連隊区の三区に分かれた。1945年（昭和20年）には同域で長野地区司令部が設けられ、地域防衛体制を担任した。この項目では松本連隊区についても扱うものとする。

## 沿革
1888年（明治21年）5月14日、大隊区司令部条例（明治21年勅令第29号）によって長野大隊区が設けられ、陸軍管区表（明治21年勅令第32号）により長野県全域が管轄区域に定められた。第1師管第1旅管に属した。
1896年（明治29年）4月1日、長野大隊区は連隊区司令部条例（明治29年勅令第56号）によって連隊区に改組され、旅管が廃止となり引き続き第1師管に属した。管轄区域は長野県全域と定められた。1900年12月20日、司令部が長野市県町の新築庁舎に移転。1903年（明治36年）2月14日、改正された「陸軍管区表」（明治36年勅令第13号）が公布となり、再び旅管が採用され連隊区は第1師管第1旅管に属した。
日本陸軍の内地19個師団体制に対応するため陸軍管区表が改正（明治40年9月17日軍令陸第3号）され、1907年（明治40年）10月1日、全国的に管轄区域の大幅な変更が実施された。長野県の徴兵管区は次のとおり松本連隊区・高田連隊区・飯田連隊区の三つに分かれた。
- 松本連隊区（第13師管第26旅管）の管轄区域

松本市・北佐久郡・南佐久郡・小県郡・諏訪郡・南安曇郡・埴科郡・更級郡・東筑摩郡・北安曇郡
- 高田連隊区（第13師管第26旅管）の長野県域

長野市・下水内郡・下高井郡・上水内郡・上高井郡（高田連隊区の新潟県域は同項目を参照）
- 飯田連隊区（第15師管第17旅管）の長野県域

上伊那郡・下伊那郡・西筑摩郡（飯田連隊区の愛知・岐阜県域は同項目を参照）
1920年（大正9年）8月10日、松本連隊区の管轄に長野県上田市を加えた。
1924年（大正13年）5月に旅管は廃止された。連隊区の区割りに影響はない。
1925年（大正14年）4月6日、日本陸軍の第三次軍備整理に伴い陸軍管区表が改正（大正14年軍令陸第2号）され、同年5月1日、飯田連隊区が廃止され、長野県の徴兵事務は再び一連隊区に統合され松本連隊区がこれにあたった。松本連隊区は第14師管の所属となった。
1940年（昭和15年）8月1日、陸軍管区表が大きく改正され、師管の名称を地名に改めた。それまでは常備師団番号に準じたものだった。これと同時に師管の上位に軍管区が設けられた。松本連隊区は東部軍管区宇都宮師管に属した。
1941年（昭和16年）4月1日、松本連隊区は長野連隊区と改称し、東部軍管区金沢師管へ移管された。1945年2月11日、長野連隊区は東部軍管区隷下に新設された長野師管に所属が変更された。同年には作戦と軍政の分離が進められ、軍管区・師管区に司令部が設けられたのに伴い、同年3月24日、連隊区の同域に地区司令部が設けられた。地区司令部の司令官以下要員は連隊区司令部人員の兼任である。同年4月1日、長野師管は長野師管区と改称された。

## 司令官
長野大隊区
- （心得）殿井隆興 歩兵大尉：1888年5月14日 -
- 平岩親徳 歩兵少佐：1895年6月29日[12] - 不詳
- 井上亨 歩兵少佐：1894年10月27日[13] - 1895年11月15日[14]
- 森田邦 歩兵少佐：1895年11月15日[14] - 不詳

長野連隊区（第一次）
- 志道保勝 歩兵少佐：1897年10月11日 - 1900年8月1日
- 志道保勝 後備歩兵少佐：1900年8月1日 - 1902年4月28日
- 習田熊吉 歩兵少佐：1902年4月28日 -
- 水沢将雄 歩兵少佐：1903年12月1日 -
- 橘七三郎 歩兵中佐：1906年1月23日 - 1907年10月3日

松本連隊区
- 橘七三郎 歩兵中佐：1907年10月3日 - 12月21日
- 戸田釜三 歩兵少佐：1907年12月21日 - 1913年8月22日
- 柳生俊久 歩兵中佐：1913年8月22日 - 1915年8月10日
- 田所成恭 歩兵中佐：1915年8月10日 - 1917年8月6日
- 大橋博吉 歩兵中佐：1917年8月6日 - 1919年7月25日
- 石丸忠実 歩兵大佐：1919年7月25日 - 1921年7月20日[15]
- 藁谷勇三郎 歩兵中佐：1921年7月20日[15] - 1923年8月6日[16]
- 勢三郎 歩兵大佐：1923年8月6日[16] -
- 小野賢三郎 歩兵大佐：1934年8月1日 - 1935年12月2日[17]

長野連隊区（第二次）
- 青野重雄 大佐：1941年4月1日 - 1943年8月2日
- 板津直剛 大佐：1943年8月2日[18] - 1945年3月31日[19]
- 原田久男 少将：1945年3月31日[19] - 終戦（地区司令官を兼任）